# Liga Campionilor EHF Feminin 2011-2012
Liga Campionilor EHF Feminin 2011-12 este a 19-a ediție a Ligii Campionilor EHF Feminin, competiția celor mai bune cluburi de handbal feminin din Europa, organizată și supervizată de Federația Europeană de Handbal. Larvik HK a intrat în această ediție ca deținătoarea titlului, după ce a învins în finala sezonului precedent pe SD Itxako.
ŽRK Budućnost Podgorica a câștigat pentru prima oară titlul, după ce a învins în finală pe Győri Audi ETO KC.

## Privire de ansamblu

### Schimbarea formatului
Ca urmare a deciziei din aprilie 2011 a Comitetului Executiv al Federației Europene de Handbal, sistemul turneelor de calificare în Liga Campionilor EHF s-a schimbat. Începând din acest sezon, al doilea turneu de calificare a fost jucat într-un format final de patru echipe, cu semifinalele desfășurate sâmbăta, iar finala în ziua următoare. Câștigătoarele fiecărui turneu s-au calificat în faza grupelor. Metoda primului tur de calificare nu s-a schimbat. În plus, spre deosebire de anii precedenți, cluburile eliminate în timpul calificărilor au mers direct în Cupa Cupelor EHF.

### Repartizarea echipelor
32 de echipe din 23 de federații au participat în Liga Campionilor EHF Feminin din sezonul 2011-12. Locurile au fost distribuite conform coeficientului EHF, care a luat în considerare rezultatele din competițiile europene desfășurate între sezoanele 2007–08 și 2009–10. Norvegiei i s-a atribuit un loc suplimentar, fiind țara deținătoare a titlului.
| Faza grupelor           | Faza grupelor         | Faza grupelor           | Faza grupelor               |
| ----------------------- | --------------------- | ----------------------- | --------------------------- |
| Hypo Niederösterreich   | Podravka Koprivnica   | FC Midtjylland Håndbold | Metz Handball               |
| Thüringer HC            | Győri Audi ETO KC     | ŽRK Budućnost Podgorica | Larvik HK (DT)              |
| CS Oltchim Rm. Vâlcea   | HC Dinamo Volgograd   | Krim Ljubljana          | Itxako Reyno de Navarra     |
| Turneul de calificare 2 |                       |                         |                             |
| Randers HK              | Viborg HK             | Buxtehuder SV           | DVSC-Fórum Debrecen         |
| ŽRK Metalurg            | Tertnes HE            | Byåsen HE               | KGHM Metraco Zagłębie Lubin |
| U Jolidon Cluj-Napoca   | Rostov-Don            | BM Elda Prestigio       | IK Sävehof                  |
| Turneul de calificare 1 |                       |                         |                             |
| HC Veselí nad Moravou   | AC Ormi-Loux Patras   | MizuWaAi Dalfsen        | CDE Gil Eanes               |
| RK Zaječar              | HK IUVENTA Michalovce | LC Brühl Handball       | Üsküdar BSK                 |

DT Deținătoarea titlului

### Rundele și datele tragerilor la sorți
Toate tragerile la sorți s-au desfășurat în sediul EHF din Viena, Austria.
| Faza                | Runda                   | Data tragerii la sorți | Date tur                 | Date retur            |
| ------------------- | ----------------------- | ---------------------- | ------------------------ | --------------------- |
| Calificări          | Turneul de Calificare 1 | 27 iunie 2011          | 2–4 septembrie 2011      | 2–4 septembrie 2011   |
| Calificări          | Turneul de Calificare 2 | 27 iunie 2011          | 17–18 septembrie 2011    | 17–18 septembrie 2011 |
| Faza grupelor       | Săptămâna 1             | 28 iunie 2011          | 1–2 octombrie 2011       | 1–2 octombrie 2011    |
| Faza grupelor       | Săptămâna a 2-a         | 28 iunie 2011          | 8–9 octombrie 2011       | 8–9 octombrie 2011    |
| Faza grupelor       | Săptămâna a 3-a         | 28 iunie 2011          | 15–16 octombrie 2011     | 15–16 octombrie 2011  |
| Faza grupelor       | Săptămâna a 4-a         | 28 iunie 2011          | 29–30 octombrie 2011     | 29–30 octombrie 2011  |
| Faza grupelor       | Săptămâna a 5-a         | 28 iunie 2011          | 5–6 noiembrie 2011       | 5–6 noiembrie 2011    |
| Faza grupelor       | Săptămâna a 6-a         | 28 iunie 2011          | 12–13 noiembrie 2011     | 12–13 noiembrie 2011  |
| Grupele Principale  | Săptămâna 1             | 15 noiembrie 2011      | 4–5 februarie 2012       | 4–5 februarie 2012    |
| Grupele Principale  | Săptămâna a 2-a         | 15 noiembrie 2011      | 11–12 februarie 2012     | 11–12 februarie 2012  |
| Grupele Principale  | Săptămâna a 3-a         | 15 noiembrie 2011      | 18–19 februarie 2012     | 18–19 februarie 2012  |
| Grupele Principale  | Săptămâna a 4-a         | 15 noiembrie 2011      | 25–26 februarie 2012     | 25–26 februarie 2012  |
| Grupele Principale  | Săptămâna a 5-a         | 15 noiembrie 2011      | 3–4 martie 2012          | 3–4 martie 2012       |
| Grupele Principale  | Săptămâna a 6-a         | 15 noiembrie 2011      | 10–11 martie 2012        | 10–11 martie 2012     |
| Fazele eliminatorii | Semifinale              | —                      | 31 martie–1 aprilie 2012 | 7–8 aprilie 2012      |
| Fazele eliminatorii | Finale                  | 10 aprilie 2012        | 5–6 mai 2012             | 12–13 mai 2012        |

## Etapa calificărilor
Tragerile la sorți pentru ambele turnee de calificare au avut loc pe 27 iunie 2011, în Viena. De asemenea, tot atunci au fost decise drepturile de a organiza și găzdui meciurile grupelor.

### Turneul de calificare 1
În prima fază a procesului de calificare, opt cluburi au fost trase la sorți în două grupe de câte patru. Echipele din cele două grupe au jucat una împotriva celeilalte, iar primele două clasate din fiecare grupă au avansat în a doua fază a turneului de calificare, unde au fost clasificate automat în a patra urnă valorică. Cele patru echipe învinse au concurat apoi în turul doi al Cupei Cupelor EHF.

#### Distribuție
| Urna 1                          | Urna a 2-a                  | Urna a 3-a                              | Urna a 4-a                          |
| ------------------------------- | --------------------------- | --------------------------------------- | ----------------------------------- |
| AC Ormi-Loux Patras Üsküdar BSK | RK Zaječar MizuWaAi Dalfsen | HK IUVENTA Michalovce LC Brühl Handball | CDE Gil Eanes HC Veselí nad Moravou |

#### Grupa A
Turneul a fost organizat de clubul grecesc AC Ormi-Loux Patras.
| Echipa              | M | V | E | Î | GM  | GP | G   | Pct |
| ------------------- | - | - | - | - | --- | -- | --- | --- |
| MizuWaAi Dalfsen    | 3 | 3 | 0 | 0 | 103 | 74 | +29 | 6   |
| CDE Gil Eanes       | 3 | 1 | 0 | 2 | 87  | 88 | −1  | 2   |
| LC Brühl Handball   | 3 | 1 | 0 | 2 | 83  | 97 | −14 | 2   |
| AC Ormi-Loux Patras | 3 | 1 | 0 | 2 | 76  | 90 | −14 | 2   |

| 2 septembrie 2011 18:00 | AC Ormi-Loux Patras | 27 – 26 | LC Brühl Handball | Sala PEAK Olympionikis D.Tofalos, Proastio, Patras Asistență: 100 Arbitri: Baranowski, Lemanowicz |
| 2 septembrie 2011 18:00 | Penev 10            | (10–12) | Mustafoska 7      | Sala PEAK Olympionikis D.Tofalos, Proastio, Patras Asistență: 100 Arbitri: Baranowski, Lemanowicz |
| 2 septembrie 2011 18:00 | 3×                  | Raport  | 8× 3× 1×          | Sala PEAK Olympionikis D.Tofalos, Proastio, Patras Asistență: 100 Arbitri: Baranowski, Lemanowicz |

| 2 septembrie 2011 20:00 | MizuWaAi Dalfsen | 31 – 25 | CDE Gil Eanes | Sala PEAK Olympionikis D.Tofalos, Proastio, Patras Asistență: 100 Arbitri: Brkić, Jusufhodžić |
| 2 septembrie 2011 20:00 | Malestein 7      | (19–9)  | Lopes 7       | Sala PEAK Olympionikis D.Tofalos, Proastio, Patras Asistență: 100 Arbitri: Brkić, Jusufhodžić |
| 2 septembrie 2011 20:00 | 2× 3×            | Raport  | 4× 3×         | Sala PEAK Olympionikis D.Tofalos, Proastio, Patras Asistență: 100 Arbitri: Brkić, Jusufhodžić |

| 3 septembrie 2011 18:00 | LC Brühl Handball | 25 – 40 | MizuWaAi Dalfsen | Sala PEAK Olympionikis D.Tofalos, Proastio, Patras Asistență: 100 Arbitri: Brkić, Jusufhodžić |
| 3 septembrie 2011 18:00 | Mustafoska 6      | (11–19) | Van Dort 7       | Sala PEAK Olympionikis D.Tofalos, Proastio, Patras Asistență: 100 Arbitri: Brkić, Jusufhodžić |
| 3 septembrie 2011 18:00 | 7× 3×             | Raport  | 3×               | Sala PEAK Olympionikis D.Tofalos, Proastio, Patras Asistență: 100 Arbitri: Brkić, Jusufhodžić |

| 3 septembrie 2011 20:00 | CDE Gil Eanes | 32 – 25 | AC Ormi-Loux Patras         | Sala PEAK Olympionikis D.Tofalos, Proastio, Patras Asistență: 100 Arbitri: Baranowski, Lemanowicz |
| 3 septembrie 2011 20:00 | Seabra 9      | (14–13) | Karagiorga, Niparaviciene 5 | Sala PEAK Olympionikis D.Tofalos, Proastio, Patras Asistență: 100 Arbitri: Baranowski, Lemanowicz |
| 3 septembrie 2011 20:00 | 3× 2×         | Raport  | 3×                          | Sala PEAK Olympionikis D.Tofalos, Proastio, Patras Asistență: 100 Arbitri: Baranowski, Lemanowicz |

| 4 septembrie 2011 18:00 | LC Brühl Handball | 32 – 30 | CDE Gil Eanes | Sala PEAK Olympionikis D.Tofalos, Proastio, Patras Asistență: 100 Arbitri: Baranowski, Lemanowicz |
| 4 septembrie 2011 18:00 | Bosshart 7        | (16–13) | Pina 6        | Sala PEAK Olympionikis D.Tofalos, Proastio, Patras Asistență: 100 Arbitri: Baranowski, Lemanowicz |
| 4 septembrie 2011 18:00 | 5× 3×             | Raport  | 2× 3× 1×      | Sala PEAK Olympionikis D.Tofalos, Proastio, Patras Asistență: 100 Arbitri: Baranowski, Lemanowicz |

| 4 septembrie 2011 20:00 | AC Ormi-Loux Patras   | 24 – 32 | MizuWaAi Dalfsen | Sala PEAK Olympionikis D.Tofalos, Proastio, Patras Asistență: 100 Arbitri: Brkić, Jusufhodžić |
| 4 septembrie 2011 20:00 | Strataki, Vafeiadou 6 | (11–14) | Van Dort 7       | Sala PEAK Olympionikis D.Tofalos, Proastio, Patras Asistență: 100 Arbitri: Brkić, Jusufhodžić |
| 4 septembrie 2011 20:00 | 4× 3×                 | Raport  | 6× 2×            | Sala PEAK Olympionikis D.Tofalos, Proastio, Patras Asistență: 100 Arbitri: Brkić, Jusufhodžić |

#### Grupa B
Turneul a fost organizat de clubul slovac HK IUVENTA Michalovce.
| Echipa                | M | V | E | Î | GM  | GP  | G   | Pct |
| --------------------- | - | - | - | - | --- | --- | --- | --- |
| RK Zaječar            | 3 | 3 | 0 | 0 | 101 | 70  | +31 | 6   |
| HC Veselí nad Moravou | 3 | 2 | 0 | 1 | 77  | 78  | −1  | 4   |
| HK IUVENTA Michalovce | 3 | 1 | 0 | 2 | 85  | 94  | −9  | 2   |
| Üsküdar BSK           | 3 | 0 | 0 | 3 | 81  | 102 | −21 | 0   |

| 2 septembrie 2011 15:30 | RK Zaječar | 31 – 17 | HC Veselí nad Moravou | Chemkostav Arena, Michalovce Asistență: 400 Arbitri: Kaveșnikov, Plotnikov |
| 2 septembrie 2011 15:30 | Erić 7     | (14–9)  | Flekova 4             | Chemkostav Arena, Michalovce Asistență: 400 Arbitri: Kaveșnikov, Plotnikov |
| 2 septembrie 2011 15:30 | 5× 1×      | Raport  | 4× 2×                 | Chemkostav Arena, Michalovce Asistență: 400 Arbitri: Kaveșnikov, Plotnikov |

| 2 septembrie 2011 18:00 | Üsküdar BSK | 28 – 38 | HK IUVENTA Michalovce | Chemkostav Arena, Michalovce Asistență: 900 Arbitri: Stark, Ștefan |
| 2 septembrie 2011 18:00 | Yilmaz 8    | (12–22) | Tobiášová 8           | Chemkostav Arena, Michalovce Asistență: 900 Arbitri: Stark, Ștefan |
| 2 septembrie 2011 18:00 | 5× 3×       | Raport  | 7× 3×                 | Chemkostav Arena, Michalovce Asistență: 900 Arbitri: Stark, Ștefan |

| 3 septembrie 2011 15:30 | HC Veselí nad Moravou | 30 – 26 | Üsküdar BSK | Chemkostav Arena, Michalovce Asistență: 250 Arbitri: Stark, Ștefan |
| 3 septembrie 2011 15:30 | Sukenikova 9          | (13–13) | Şahin 7     | Chemkostav Arena, Michalovce Asistență: 250 Arbitri: Stark, Ștefan |
| 3 septembrie 2011 15:30 | 6× 3×                 | Raport  | 3×          | Chemkostav Arena, Michalovce Asistență: 250 Arbitri: Stark, Ștefan |

| 3 septembrie 2011 18:00 | HK IUVENTA Michalovce | 26 – 36 | RK Zaječar  | Chemkostav Arena, Michalovce Asistență: 1,200 Arbitri: Kaveșnikov, Plotnikov |
| 3 septembrie 2011 18:00 | Polakova 9            | (13–17) | Pop Lazić 7 | Chemkostav Arena, Michalovce Asistență: 1,200 Arbitri: Kaveșnikov, Plotnikov |
| 3 septembrie 2011 18:00 | 5× 2× 1×              | Raport  | 5× 3×       | Chemkostav Arena, Michalovce Asistență: 1,200 Arbitri: Kaveșnikov, Plotnikov |

| 4 septembrie 2011 15:30 | Üsküdar BSK | 27 – 34 | RK Zaječar | Chemkostav Arena, Michalovce Asistență: 500 Arbitri: Kaveșnikov, Plotnikov |
| 4 septembrie 2011 15:30 | Ilkova 5    | (12–15) | Erić 9     | Chemkostav Arena, Michalovce Asistență: 500 Arbitri: Kaveșnikov, Plotnikov |
| 4 septembrie 2011 15:30 | 4× 3×       | Raport  | 3× 2×      | Chemkostav Arena, Michalovce Asistență: 500 Arbitri: Kaveșnikov, Plotnikov |

| 4 septembrie 2011 18:00 | HK IUVENTA Michalovce | 21 – 30 | HC Veselí nad Moravou | Chemkostav Arena, Michalovce Asistență: 1,300 Arbitri: Stark, Ștefan |
| 4 septembrie 2011 18:00 | Gerić 5               | (11–16) | Sukenikova 7          | Chemkostav Arena, Michalovce Asistență: 1,300 Arbitri: Stark, Ștefan |
| 4 septembrie 2011 18:00 | 3×                    | Raport  | 6× 3×                 | Chemkostav Arena, Michalovce Asistență: 1,300 Arbitri: Stark, Ștefan |

### Turneul de calificare 2
16 cluburi au fost alese pentru a participa în a doua fază a calificărilor, împărțite în patru grupe de câte patru. Pentru prima dată în istoria competiției, s-a folosit un format final de patru echipe pentru a decide învingătoarele grupelor, adică echipele care se vor califica în faza grupelor Ligii Campionilor. Conform distribuției, echipele din Urna 1 au fost trase la sorți împreună cu cele din Urna 4, în timp ce cluburile din Urna 2 le-au întâlnit pe cele din Urna 3 în semifinalele turneului. Totuși, conform regulamentelor EHF, cluburile provenind din aceeași federație s-au bucurat de protecție și nu au putut fi selectate în aceeași grupă. Echipele învinse din fiecare grupă au evoluat mai departe în runda a doua a ediției 2011–2012 a Cupei Cupelor EHF, în timp ce locurile doi și trei au avansat în aceeași competiție direct în runda a treia.

#### Distribuție
| Urna 1                                                         | Urna a 2-a                                            | Urna a 3-a                                                    | Urna a 4-a                                                      |
| -------------------------------------------------------------- | ----------------------------------------------------- | ------------------------------------------------------------- | --------------------------------------------------------------- |
| Randers HK DVSC-Fórum Debrecen Byåsen HE U Jolidon Cluj-Napoca | BM Elda Prestigio Rostov-Don Buxtehuder SV Tertnes HE | IK Sävehof ŽRK Metalurg KGHM Metraco Zagłębie Lubin Viborg HK | MizuWaAi Dalfsen RK Zaječar CDE Gil Eanes HC Veselí nad Moravou |

#### Grupa 1
Turneul a fost organizat de clubul danez Viborg HK.

##### Rezumat
|  | Semifinale         | Semifinale         |    |                    | Finala             | Finala |  |
|  |                    |                    |    |                    |                    |        |  |
|  | 17 septembrie 2011 |                    |    |                    |                    |        |  |
|  | U Cluj-Napoca      | 33                 |    |                    |                    |        |  |
|  | RK Zaječar         | 32                 |    |                    |                    |        |  |
|  |                    |                    |    |                    |                    |        |  |
|  |                    |                    |    |                    | 18 septembrie 2011 |        |  |
|  |                    |                    |    |                    | U Cluj-Napoca      | 21     |  |
|  |                    | Viborg HK          | 37 |                    |                    |        |  |
|  |                    |                    |    |                    |                    |        |  |
|  |                    |                    |    |                    |                    |        |  |
|  |                    |                    |    |                    | Finala mică        |        |  |
|  | 17 septembrie 2011 | 17 septembrie 2011 |    | 18 septembrie 2011 | 18 septembrie 2011 |        |  |
|  | Rostov-Don         | 17                 |    | RK Zaječar         | 27                 |        |  |
|  | Viborg HK          | 24                 |    |                    | Rostov-Don         | 15     |  |

##### Semifinalele
| 17 septembrie 2011 14:30 | Rostov-Don       | 17 – 24 | Viborg HK         | Grenaa Idrætscenter, Grenaa Asistență: 1,000 Arbitri: Bonaventura, Bonaventura |
| 17 septembrie 2011 14:30 | trei jucătoare 3 | (11–10) | Fisker, Gulldén 6 | Grenaa Idrætscenter, Grenaa Asistență: 1,000 Arbitri: Bonaventura, Bonaventura |
| 17 septembrie 2011 14:30 | 4× 3×            | Raport  | 2×                | Grenaa Idrætscenter, Grenaa Asistență: 1,000 Arbitri: Bonaventura, Bonaventura |

| 17 septembrie 2011 17:00 | U Jolidon Cluj-Napoca | 33 – 32 | RK Zaječar | Grenaa Idrætscenter, Grenaa Asistență: 500 Arbitri: Lorente, Serradilla |
| 17 septembrie 2011 17:00 | Dincă 8               | (18–16) | Erić 8     | Grenaa Idrætscenter, Grenaa Asistență: 500 Arbitri: Lorente, Serradilla |
| 17 septembrie 2011 17:00 | 3× 2×                 | Raport  | 6× 2×      | Grenaa Idrætscenter, Grenaa Asistență: 500 Arbitri: Lorente, Serradilla |

##### Locurile 3-4
| 18 septembrie 2011 14:30 | RK Zaječar | 27 – 15 | Rostov-Don | Grenaa Idrætscenter, Grenaa]] Asistență: 500 Arbitri: Lorente, Serradilla |
| 18 septembrie 2011 14:30 | Vučković 8 | (14–7)  | Sen 5      | Grenaa Idrætscenter, Grenaa]] Asistență: 500 Arbitri: Lorente, Serradilla |
| 18 septembrie 2011 14:30 | 5× 3×      | Raport  | 5× 3×      | Grenaa Idrætscenter, Grenaa]] Asistență: 500 Arbitri: Lorente, Serradilla |

##### Finala
| 18 septembrie 2011 16:50 | U Jolidon Cluj-Napoca | 21 – 37 | Viborg HK | Grenaa Idrætscenter, Grenaa Asistență: 1,100 Arbitri: Bonaventura, Bonaventura |
| 18 septembrie 2011 16:50 | Ani Senocico 8        | (14–17) | Fisker 8  | Grenaa Idrætscenter, Grenaa Asistență: 1,100 Arbitri: Bonaventura, Bonaventura |
| 18 septembrie 2011 16:50 | 3×                    | Raport  | 2×        | Grenaa Idrætscenter, Grenaa Asistență: 1,100 Arbitri: Bonaventura, Bonaventura |

#### Grupa a 2-a
Turneul a fost organizat de clubul macedonean ŽRK Metalurg.

##### Rezumat
|  | Semifinale            | Semifinale         |    |                       | Finala             | Finala |  |
|  |                       |                    |    |                       |                    |        |  |
|  | 17 septembrie 2011    |                    |    |                       |                    |        |  |
|  | Byåsen HE             | 27                 |    |                       |                    |        |  |
|  | HC Veselí nad Moravou | 22                 |    |                       |                    |        |  |
|  |                       |                    |    |                       |                    |        |  |
|  |                       |                    |    |                       | 18 septembrie 2011 |        |  |
|  |                       |                    |    |                       | Byåsen HE          | 20     |  |
|  |                       | ŽRK Metalurg       | 17 |                       |                    |        |  |
|  |                       |                    |    |                       |                    |        |  |
|  |                       |                    |    |                       |                    |        |  |
|  |                       |                    |    |                       | Finala mică        |        |  |
|  | 17 septembrie 2011    | 17 septembrie 2011 |    | 18 septembrie 2011    | 18 septembrie 2011 |        |  |
|  | BM Elda Prestigio     | 22                 |    | HC Veselí nad Moravou | 20                 |        |  |
|  | ŽRK Metalurg          | 27                 |    |                       | BM Elda Prestigio  | 21     |  |

##### Semifinalele
| 17 septembrie 2011 18:00 | BM Elda Prestigio | 22 – 27 | ŽRK Metalurg | Sportska Sala, Skopje Asistență: 600 Arbitri: Bounouara, Sami |
| 17 septembrie 2011 18:00 | Faria Servin 9    | (9–14)  | Bajramoska 7 | Sportska Sala, Skopje Asistență: 600 Arbitri: Bounouara, Sami |
| 17 septembrie 2011 18:00 | 3×                | Raport  | 8× 3×        | Sportska Sala, Skopje Asistență: 600 Arbitri: Bounouara, Sami |

| 17 septembrie 2011 20:30 | Byåsen HE | 27 – 22 | HC Veselí nad Moravou | Sportska Sala, Skopje Asistență: 300 Arbitri: Brehmer, Skowronek |
| 17 septembrie 2011 20:30 | Alstad 9  | (13–14) | Sukenikova 6          | Sportska Sala, Skopje Asistență: 300 Arbitri: Brehmer, Skowronek |
| 17 septembrie 2011 20:30 | 2×        | Raport  | 7× 3×                 | Sportska Sala, Skopje Asistență: 300 Arbitri: Brehmer, Skowronek |

##### Locurile 3-4
| 18 septembrie 2011 17:30 | HC Veselí nad Moravou | 20 – 21 | BM Elda Prestigio | Sportska Sala, Skopje Asistență: 100 Arbitri: Bounouara, Sami |
| 18 septembrie 2011 17:30 | Rajnohova 5           | (12–8)  | Said Mohamed 6    | Sportska Sala, Skopje Asistență: 100 Arbitri: Bounouara, Sami |
| 18 septembrie 2011 17:30 | 5× 3× 2×              | Raport  | 3×                | Sportska Sala, Skopje Asistență: 100 Arbitri: Bounouara, Sami |

##### Finala
| 18 septembrie 2011 20:00 | Byåsen HE | 20 – 17 | ŽRK Metalurg    | Sportska Sala, Skopje Asistență: 500 Arbitri: Brehmer, Skowronek |
| 18 septembrie 2011 20:00 | Tomac 8   | (12–8)  | Gjorgjijevska 5 | Sportska Sala, Skopje Asistență: 500 Arbitri: Brehmer, Skowronek |
| 18 septembrie 2011 20:00 | 4× 3× 1×  | Raport  | 5× 3×           | Sportska Sala, Skopje Asistență: 500 Arbitri: Brehmer, Skowronek |

#### Grupa a 3-a
Turneul a fost organizat de clubul polonez Zagłębie Lubin.

##### Rezumat
|  | Semifinale         | Semifinale         |    |                    | Finala             | Finala |  |
|  |                    |                    |    |                    |                    |        |  |
|  | 17 septembrie 2011 |                    |    |                    |                    |        |  |
|  | DVSC               | 35                 |    |                    |                    |        |  |
|  | CDE Gil Eanes      | 22                 |    |                    |                    |        |  |
|  |                    |                    |    |                    |                    |        |  |
|  |                    |                    |    |                    | 18 septembrie 2011 |        |  |
|  |                    |                    |    |                    | DVSC               | 26     |  |
|  |                    | Buxtehuder SV      | 30 |                    |                    |        |  |
|  |                    |                    |    |                    |                    |        |  |
|  |                    |                    |    |                    |                    |        |  |
|  |                    |                    |    |                    | Finala mică        |        |  |
|  | 17 septembrie 2011 | 17 septembrie 2011 |    | 18 septembrie 2011 | 18 septembrie 2011 |        |  |
|  | Buxtehuder SV      | 27                 |    | CDE Gil Eanes      | 25                 |        |  |
|  | Zagłębie Lubin     | 26                 |    |                    | Zagłębie Lubin     | 40     |  |

##### Semifinalele
| 17 septembrie 2011 17:00 | Buxtehuder SV | 27 – 26 | MKS Zagłębie Lubin | Hala Widowiskowo, Głogów Asistență: 700 Arbitri: Crnojevic, Radic |
| 17 septembrie 2011 17:00 | Lamein 9      | (11–13) | Byzdra 8           | Hala Widowiskowo, Głogów Asistență: 700 Arbitri: Crnojevic, Radic |
| 17 septembrie 2011 17:00 | 2×            | Raport  | 2×                 | Hala Widowiskowo, Głogów Asistență: 700 Arbitri: Crnojevic, Radic |

| 17 septembrie 2011 19:30 | DVSC-Fórum Debrecen | 35 – 22 | CDE Gil Eanes  | Hala Widowiskowo, Głogów Asistență: 200 Arbitri: Guseva, Vartanyan |
| 17 septembrie 2011 19:30 | Csáki 6             | (16–9)  | Piña, Seabra 5 | Hala Widowiskowo, Głogów Asistență: 200 Arbitri: Guseva, Vartanyan |
| 17 septembrie 2011 19:30 | 1× 3×               | Raport  | 1×             | Hala Widowiskowo, Głogów Asistență: 200 Arbitri: Guseva, Vartanyan |

##### Locurile 3-4
| 18 septembrie 2011 12:30 | CDE Gil Eanes    | 25 – 40 | MKS Zagłębie Lubin | Hala Widowiskowo, Głogów Asistență: 200 Arbitri: Crnojevic, Radic |
| 18 septembrie 2011 12:30 | trei jucătoare 5 | (7–26)  | Migala 7           | Hala Widowiskowo, Głogów Asistență: 200 Arbitri: Crnojevic, Radic |
| 18 septembrie 2011 12:30 | 2×               | Raport  | 1× 3×              | Hala Widowiskowo, Głogów Asistență: 200 Arbitri: Crnojevic, Radic |

##### Finala
| 18 septembrie 2011 14:30 | DVSC-Fórum Debrecen | 26 – 30 | Buxtehuder SV | Hala Widowiskowo, Głogów Asistență: 200 Arbitri: Guseva, Vartanian |
| 18 septembrie 2011 14:30 | Sopronyi 9          | (13–16) | Klein 6       | Hala Widowiskowo, Głogów Asistență: 200 Arbitri: Guseva, Vartanian |
| 18 septembrie 2011 14:30 | 2× 3×               | Raport  | 1× 2×         | Hala Widowiskowo, Głogów Asistență: 200 Arbitri: Guseva, Vartanian |

#### Grupa a 4-a
Turneul a fost organizat de clubul suedez IK Sävehof.

##### Rezumat
|  | Semifinale         | Semifinale         |    |                    | Finala             | Finala |  |
|  |                    |                    |    |                    |                    |        |  |
|  | 17 septembrie 2011 |                    |    |                    |                    |        |  |
|  | Randers HK         | 34                 |    |                    |                    |        |  |
|  | MizuWaAi Dalfsen   | 19                 |    |                    |                    |        |  |
|  |                    |                    |    |                    |                    |        |  |
|  |                    |                    |    |                    | 18 septembrie 2011 |        |  |
|  |                    |                    |    |                    | Randers HK         | 26     |  |
|  |                    | IK Sävehof         | 21 |                    |                    |        |  |
|  |                    |                    |    |                    |                    |        |  |
|  |                    |                    |    |                    |                    |        |  |
|  |                    |                    |    |                    | Finala mică        |        |  |
|  | 17 septembrie 2011 | 17 septembrie 2011 |    | 18 septembrie 2011 | 18 septembrie 2011 |        |  |
|  | Tertnes HE         | 25                 |    | MizuWaAi Dalfsen   | 31                 |        |  |
|  | IK Sävehof         | 34                 |    |                    | Tertnes HE         | 32     |  |

##### Semifinalele
| 17 septembrie 2011 14:00 | Randers HK | 34 – 19 | MizuWaAi Dalfsen | Partillebohallen, Partille Asistență: 100 Arbitri: Leandersson, Lindroos |
| 17 septembrie 2011 14:00 | Johansen 6 | (18–9)  | Schoenaker 4     | Partillebohallen, Partille Asistență: 100 Arbitri: Leandersson, Lindroos |
| 17 septembrie 2011 14:00 | 4× 2×      | Raport  | 5× 2×            | Partillebohallen, Partille Asistență: 100 Arbitri: Leandersson, Lindroos |

| 17 septembrie 2011 16:30 | Tertnes HE | 25 – 34 | IK Sävehof | Partillebohallen, Partille Asistență: 500 Arbitri: Rakitina, Tkaciuk |
| 17 septembrie 2011 16:30 | Reinkind 7 | (12–13) | Alm 10     | Partillebohallen, Partille Asistență: 500 Arbitri: Rakitina, Tkaciuk |
| 17 septembrie 2011 16:30 | 5× 3×      | Raport  | 2× 3×      | Partillebohallen, Partille Asistență: 500 Arbitri: Rakitina, Tkaciuk |

##### Locurile 3-4
| 18 septembrie 2011 12:00 | MizuWaAi Dalfsen | 31 – 32 | Tertnes HE | Partillebohallen, Partille Asistență: 50 Arbitri: Rakytina, Tkachuk |
| 18 septembrie 2011 12:00 | Malestein 8      | (19–18) | Gosse 10   | Partillebohallen, Partille Asistență: 50 Arbitri: Rakytina, Tkachuk |
| 18 septembrie 2011 12:00 | 7× 3× 1×         | Raport  | 4× 3×      | Partillebohallen, Partille Asistență: 50 Arbitri: Rakytina, Tkachuk |

##### Finala
| 18 septembrie 2011 14:30 | Randers HK | 26 – 21 | IK Sävehof | Partillebohallen, Partille Asistență: 500 Arbitri: Leandersson, Lindroos |
| 18 septembrie 2011 14:30 | Dalby 7    | (13–10) | Alm 7      | Partillebohallen, Partille Asistență: 500 Arbitri: Leandersson, Lindroos |
| 18 septembrie 2011 14:30 | 3×         | Raport  | 2× 3×      | Partillebohallen, Partille Asistență: 500 Arbitri: Leandersson, Lindroos |

## Fazele grupelor
Tragerea la sorți a grupelor a avut loc pe 28 iunie 2011, la Gartenhotel Altmannsdorf din Viena. Un total de 16 echipe au fost implicate în acest proces, fiind împărțite în patru urne valorice de câte patru. Similar cu faza calificărilor, cluburile din aceeași țară nu au putut fi extrase în aceeași grupă, deci, în loc de o tragere directă, echipele din Urna a 4-a au fost plasate pe primele poziții libere din cele patru grupe A-D.

### Urne valorice
| Urna 1                                                                    | Urna a 2-a                                                                           | Urna a 3-a                                                         | Urna a 4-a                                   |
| ------------------------------------------------------------------------- | ------------------------------------------------------------------------------------ | ------------------------------------------------------------------ | -------------------------------------------- |
| Larvik HK FC Midtjylland Håndbold Győri Audi ETO KC CS Oltchim Rm. Vâlcea | ŽRK Budućnost Podgorica Hypo Niederösterreich Krim Ljubljana Itxako Reyno de Navarra | HC Dinamo Volgograd Thüringer HC Metz Handball Podravka Koprivnica | Viborg HK Byåsen HE Buxtehuder SV Randers HK |

### Grupa A
| Echipa                  | M | V | E | Î | GM  | GP  | G   | Pct |
| ----------------------- | - | - | - | - | --- | --- | --- | --- |
| Budućnost Podgorica     | 6 | 5 | 0 | 1 | 172 | 149 | +23 | 10  |
| FC Midtjylland Håndbold | 6 | 4 | 0 | 2 | 146 | 127 | +19 | 8   |
| Byåsen HE               | 6 | 2 | 1 | 3 | 131 | 149 | −18 | 5   |
| Thüringer HC            | 6 | 0 | 1 | 5 | 139 | 163 | −24 | 1   |

|             | BIL   | FCM   | THC   | ZRK   |
| ----------- | ----- | ----- | ----- | ----- |
| Byåsen      | –     | 17–19 | 23–22 | 24–34 |
| Midtjylland | 18–21 | –     | 23–20 | 34–20 |
| Thüringen   | 28–28 | 21–27 | –     | 23–27 |
| Budućnost   | 28–18 | 28–25 | 35–25 | –     |

### Grupa B
| Echipa                 | M | V | E | Î | GM  | GP  | G   | Pct |
| ---------------------- | - | - | - | - | --- | --- | --- | --- |
| Larvik HK              | 6 | 4 | 0 | 2 | 161 | 138 | +23 | 8   |
| Krim Ljubljana         | 6 | 2 | 2 | 2 | 143 | 151 | −8  | 6   |
| Viborg HK              | 6 | 2 | 2 | 2 | 161 | 161 | 0   | 6   |
| RK Podravka Koprivnica | 6 | 1 | 2 | 3 | 146 | 161 | −15 | 4   |

|            | LHK   | RKK   | RKP   | VHK   |
| ---------- | ----- | ----- | ----- | ----- |
| Larvik     | –     | 31–19 | 37–25 | 19–20 |
| Krim       | 19–22 | –     | 22–22 | 31–25 |
| Koprivnica | 21–24 | 23–24 | –     | 28–27 |
| Viborg     | 34–28 | 28–28 | 27–27 | –     |

### Grupa C
| Echipa                | M | V | E | Î | GM  | GP  | G   | Pct |
| --------------------- | - | - | - | - | --- | --- | --- | --- |
| Győri Audi ETO KC     | 6 | 4 | 0 | 2 | 183 | 154 | +29 | 8   |
| Metz Handball         | 6 | 3 | 0 | 3 | 154 | 156 | −2  | 6   |
| Randers HK            | 6 | 3 | 0 | 3 | 163 | 170 | −7  | 6   |
| Hypo Niederösterreich | 6 | 2 | 0 | 4 | 167 | 187 | −20 | 4   |

|         | GKC   | HYÖ   | MHB   | RHK   |
| ------- | ----- | ----- | ----- | ----- |
| Győr    | –     | 37–29 | 28–23 | 35–20 |
| Hypo    | 29–27 | –     | 28–25 | 28–29 |
| Metz    | 24–33 | 30–21 | –     | 25–20 |
| Randers | 29–23 | 39–32 | 26–27 | –     |

### Grupa D
| Echipa                  | M | V | E | Î | GM  | GP  | G   | Pct |
| ----------------------- | - | - | - | - | --- | --- | --- | --- |
| CS Oltchim Rm. Vâlcea   | 6 | 5 | 0 | 1 | 168 | 146 | +22 | 10  |
| Itxako Reyno de Navarra | 6 | 4 | 0 | 2 | 163 | 158 | +5  | 8   |
| HC Dinamo Volgograd     | 6 | 3 | 0 | 3 | 170 | 160 | +10 | 6   |
| Buxtehuder SV           | 6 | 0 | 0 | 6 | 138 | 175 | −37 | 0   |

|           | BSV   | ORV   | HCV   | SDI   |
| --------- | ----- | ----- | ----- | ----- |
| Buxtehude | –     | 20–24 | 21–30 | 31–32 |
| Oltchim   | 28–22 | –     | 31–26 | 30–22 |
| Volgograd | 29–23 | 34–30 | –     | 25–27 |
| Itxako    | 32–21 | 22–25 | 28–26 | –     |

## Grupele principale
Tragerea la sorți a grupelor principale s-a desfășurat pe 15 noiembrie 2011, la Gartenhotel Altmannsdorf din Viena. Un total de opt echipe a avansat din faza grupelor în grupele principale. Echipele au fost distribuite în două urne valorice, câștigătoarele grupelor în Urna 1, iar echipele de pe locul doi în Urna a 2-a. Echipele din aceeași grupă în faza grupelor nu au putut fi trase la sorți împreună.

### Distribuție
| Urna 1                                                                | Urna a 2-a                                                                   |
| --------------------------------------------------------------------- | ---------------------------------------------------------------------------- |
| Győri Audi ETO KC Budućnost Podgorica Larvik HK CS Oltchim Rm. Vâlcea | FC Midtjylland Håndbold Itxako Reyno de Navarra Metz Handball Krim Ljubljana |

### Grupa 1
| Echipa                  | M | V | E | Î | GM  | GP  | G   | Pct |
| ----------------------- | - | - | - | - | --- | --- | --- | --- |
| Győri Audi ETO KC       | 6 | 4 | 1 | 1 | 173 | 156 | +17 | 9   |
| Larvik HK               | 6 | 2 | 2 | 2 | 142 | 147 | −5  | 6   |
| Itxako Reyno de Navarra | 6 | 1 | 3 | 2 | 139 | 139 | 0   | 5   |
| FC Midtjylland Håndbold | 6 | 2 | 0 | 4 | 144 | 156 | −12 | 4   |

|             | FCM   | GKC   | LHK   | SDI   |
| ----------- | ----- | ----- | ----- | ----- |
| Midtjylland | –     | 24–29 | 22–26 | 23–22 |
| Győr        | 35–27 | –     | 31–22 | 25–25 |
| Larvik      | 20–27 | 32–25 | –     | 23–23 |
| Itxako      | 24–21 | 26–28 | 19–19 | –     |

### Grupa a 2-a
| Echipa                | M | V | E | Î | GM  | GP  | G   | Pct |
| --------------------- | - | - | - | - | --- | --- | --- | --- |
| Budućnost Podgorica   | 6 | 6 | 0 | 0 | 182 | 149 | +33 | 12  |
| CS Oltchim Rm. Vâlcea | 6 | 3 | 1 | 2 | 166 | 163 | +3  | 7   |
| Krim Ljubljana        | 6 | 2 | 0 | 4 | 147 | 161 | −14 | 4   |
| Metz Handball         | 6 | 0 | 1 | 5 | 144 | 166 | −22 | 1   |

|           | ORV   | MHB   | RKK   | ZRK   |
| --------- | ----- | ----- | ----- | ----- |
| Oltchim   | –     | 30–21 | 30–26 | 24–34 |
| Metz      | 26–26 | –     | 20–21 | 27–29 |
| Krim      | 25–31 | 28–24 | –     | 26–27 |
| Budućnost | 31–25 | 32–26 | 29–21 | –     |

## Fazele eliminatorii

### Semifinalele
| Echipa 1              | General | Echipa 2                | Tur   | Retur |
| --------------------- | ------- | ----------------------- | ----- | ----- |
| CS Oltchim Rm. Vâlcea | 58–62   | Győri Audi ETO KC       | 35–31 | 23–31 |
| Larvik HK             | 33–45   | ŽRK Budućnost Podgorica | 20–22 | 13–23 |

### Finala
| Echipa 1          | General | Echipa 2                | Tur   | Retur |
| ----------------- | ------- | ----------------------- | ----- | ----- |
| Győri Audi ETO KC | 54–54   | ŽRK Budućnost Podgorica | 29–27 | 25–27 |

## Top marcatoare
Statistica finală
| Poz. | Nume                          | Echipă                  | Goluri |
| ---- | ----------------------------- | ----------------------- | ------ |
| 1    | Anita Görbicz                 | Győri Audi ETO KC       | 133    |
| 2    | Bojana Popović                | ŽRK Budućnost Podgorica | 106    |
| 3    | Katarina Bulatović            | ŽRK Budućnost Podgorica | 97     |
| 4    | Alexandrina Barbosa           | Itxako Reyno de Navarra | 78     |
| 4    | Andrea Penezić                | Krim Ljubljana          | 78     |
| 6    | Eduarda Amorim                | Győri Audi ETO KC       | 75     |
| 7    | Heidi Løke                    | Győri Audi ETO KC       | 72     |
| 8    | Linn-Kristin Riegelhuth Koren | Larvik HK               | 69     |
| 9    | Jovanka Radičević             | Győri Audi ETO KC       | 62     |
| 9    | Linn Jørum Sulland            | Larvik HK               | 62     |